# Cattleya harpophylla
Cattleya harpophylla é uma espécie epífita com pseudobulbos finos e roliços de 30 centímetros de altura, sustentando folha lanceolada, acuminada e linear de 30 centímetros de comprimento. Inflorescências formando racimo ereto e curto, com três a oito flores. Flor de 2 centímetros de diâmetro, de cor laranja. Labelo fino e branco, bem pontiagudo e recurvado para trás. Existe variedade com flores amarelas.
Floresce na primavera.

## Sinônimo
- Laelia harpophylla Rchb.f., Gard. Chron. 30: 542. (1873)
- Laelia geraensis